# Колиндроски етнографски музей
Колиндроският етнографски музей (на гръцки: Λαογραφικό Μουσείο Κολινδρού) в музей, разположен в село Колиндрос (Колиндър), Гърция.
Музеят е основан на 3 април 1992 година с решение на общинския съвет на дем Колиндрос, който е и собственик на музея. Целта на музея е събиране и съхраняване на артефакти от прединдустриалния начин на живот в Колиндрос и по-широкия регион на Македония; осъществяване на образователни програми, насочени към познаване на народната култура, съхраняване на историческата памет и опазване на културното наследство и
предаване и популяризиране на местната фолклорна традиция.
Музеят се помещава в реставрирана традиционна къща от XIX век на Панайотис Галацопулос. Къщата е двуетажна тухлена постройка с македонска архитектура. Двата етажа с с площ от приблизително 124 m2 всеки и са свързани с вътрешна стълба. Достъпът до партера е по калдъръм. Посетителят има възможност да види организацията на живота в края на XIX век. Музейните пространства показват традиционната къща със старинни мебели, а по стените на стаите има архивен снимков материал. Има и исторически преглед, изложба на редки предмети, ръкописни книги, образователни сувенири, тъкачна работилница, изложба на занаяти, представяне на социалния и професионалния живот: традиционното кафене, инструменти от традиционните професии като земеделец, зидар, животновъд, дърводелец и подковач. На партерния етаж са представени са представени историческият преглед през вековете: от неолита, античността, римското, византийското, турското владичество - Македонската борба  и Освобождението; изложба на книги и ръкописи; професионален и селски живот (представяне на традиционни професии: подковач, обущар, земеделски инструменти, производство на вино, бакалин, кафене). В мецанина са представени тъкачната работилница и образованието в Колиндрос. На първия етаж са представени изложба на редки предмети, социално-семеен живот и изложба на занаяти.
- Експонати в музея